# Santervás de Campos (kommunhuvudort)
Santervás de Campos är en kommunhuvudort i Spanien.   Den ligger i provinsen Provincia de Valladolid och regionen Kastilien och Leon, i den norra delen av landet, 230 km nordväst om huvudstaden Madrid. Santervás de Campos ligger 762 meter över havet och antalet invånare är 144.
Terrängen runt Santervás de Campos är huvudsakligen platt. Santervás de Campos ligger nere i en dal. Runt Santervás de Campos är det glesbefolkat, med 11 invånare per kvadratkilometer. Närmaste större samhälle är Villada, 11,5 km öster om Santervás de Campos. Trakten runt Santervás de Campos består till största delen av jordbruksmark.